# Spoorlijn Breda - Rotterdam
Lijn I of Staatslijn I is de volgens de Wet op de Aanleg van Staatsspoorwegen aangelegde spoorweg tussen de steden Breda - Moerdijk - Dordrecht - Rotterdam
De spoorlijn werd in fasen geopend:
- 1 juli 1866: Breda - Lage Zwaluwe - Moerdijk
- 1 januari 1872: Lage Zwaluwe - Dordrecht, inclusief de Moerdijkbrug
- 1 november 1872: Dordrecht - Rotterdam Mallegat
- 1 mei 1877: Rotterdam Mallegat - Rotterdam Delftsche Poort
- 2 december 1878: Rotterdam Mallegat - Rotterdam Feijenoord (alleen goederenvervoer)

In samenhang hiermee werd geopend (volgens de wet van 21 mei 1873):
- 1 mei 1876: Lage Zwaluwe - Zevenbergen

Tot 1872 werd het vervoer tussen Moerdijk en Rotterdam geregeld met veerboten.
In 1950 werd de spoorlijn geëlektrificeerd.
Door de ingebruikname van de Willemsspoortunnel in 1994 werd het luchtspoor door het centrum van Rotterdam overbodig. De spoorviaducten en de oude Willemsspoorbrug over de Nieuwe Maas zijn daarop afgebroken, alleen hefbrug De Hef over de Koningshaven is als industrieel erfgoed behouden.
Over deze spoorlijn rijden de intercity's Amsterdam - Vlissingen en Dordrecht - Schiphol - Utrecht Centraal - Venlo, die een 10-minutendienst vormen tussen Leiden Centraal en Dordrecht. Verder rijden er van maandag tot en met donderdag zes sprinters per uur tussen Den Haag Centraal en Dordrecht, op vrijdag zijn het er vier en in het weekend zijn dat er twee. Als laatste rijden de sprinters Arnhem Centraal - Dordrecht en Dordrecht - Roosendaal, deze sprinters rijdt zeven dagen per week 2× per uur. In het verleden hebben over deze lijn de intercity Brussel ook gereden en ook de intercity Den Haag - Venlo, maar deze zijn allemaal omgelegd en versneld via de Hogesnelheidslijn tussen Schiphol en Breda/Antwerpen.
Met de komst van de Hogesnelheidslijn, de Betuweroute en de viersporige Willemsspoortunnel is het drukke traject tussen Rotterdam Centraal en Dordrecht viersporig aangelegd. Bij Barendrecht zijn, met de viersporigheid en de extra sporen voor de hogesnelheidslijn en de Betuweroute, de sporen en het station overdekt om de overlast te beperken (in totaal gaat het om 9 sporen omdat de Betuweroute ter hoogte van Barendrecht 3 sporen heeft ten behoeve van de goederenlijnverbinding Kijfhoek - IJsselmonde). Vooralsnog is het traject Rotterdam Centraal - Dordrecht het enige traject dat volledig viersporig is tussen (de hoofdstations van de) twee grote steden. De meeste andere 4-sporige trajecten in Nederland zijn 4-sporig tot aan een belangrijke splitsing zoals bij Den Haag Laan van NOI, Amsterdam Bijlmer ArenA of Boxtel.

## Stations en gebouwen
Overzicht van stations langs de lijn (cursief: voormalig station):
| Station                   | Geopend | Huidig gebouw                                                                   |
| ------------------------- | ------- | ------------------------------------------------------------------------------- |
| Breda                     | 1860    | 2016, NS, 3e gebouw, bij opening uniek type SS                                  |
| Breda AR                  | 1855    | geen, gebouw gesloopt in 1968, station gesloten in 1860                         |
| Breda-Prinsenbeek         | 1988    | 1988, NS, 1e gebouw, standaardtype Voorstadshalte                               |
| Beek                      | 1886    | geen, station gesloten in 1938                                                  |
| Langeweg                  | 1866    | geen, gebouw type SS 5e klasse gesloopt in 1953, station gesloten in 1938       |
| Lage Zwaluwe              | 1883    | 2003, NS, 3e gebouw, uniek ontwerp                                              |
| Moerdijk SS               | 1866    | geen, gebouw gesloopt in 1943, station gesloten in 1928                         |
| Willemsdorp               | 1872    | geen, station gesloten in 1938 (tijdelijk open van 1945-1946                    |
| Dordrecht Zuid            | 1973    | geen, gebouw type Sextant gesloopt in 2001                                      |
| Dordrecht                 | 1872    | 1872, SS, 1e gebouw, uniek ontwerp van Kamperdijk                               |
| Zwijndrecht               | 1895    | 1965, NS, 2e gebouw, uniek ontwerp van o.a. Douma                               |
| Zwijndrecht               | 1872    | geen, gebouw type SS nieuw 4e klasse gesloopt in 1976, station gesloten in 1895 |
| Barendrecht               | 1872    | 2001, NS, 3e gebouw, uniek ontwerp zie: Kap van Barendrecht                     |
| Rotterdam Lombardijen     | 1964    | 1996, NS, 2e gebouw, uniek ontwerp                                              |
| IJsselmonde               | 1872    | geen, gebouw type SS nieuw 4e klasse gesloopt in 1940, station gesloten in 1926 |
| Rotterdam Stadion         | 1937    | geen, station uitsluitend bij evenementen geopend                               |
| Mallegat                  | 1872    | geen, station gesloten in 1877                                                  |
| Rotterdam Zuid            | 1877    | 1993, NS, 2e gebouw, uniek ontwerp van Reijnders                                |
| Rotterdam Feijenoord      | 1901    | geen, gebouw gesloopt in 1926, station gesloten in 1926                         |
| Rotterdam Blaak           | 1877    | 1993, NS, 4e station, uniek ontwerp van Reijnders                               |
| Rotterdam Centraal        | 1957    | 2014, NS, 2e gebouw, uniek ontwerp                                              |
| Rotterdam Delftsche Poort | 1847    | in 1957 vervangen door Rotterdam Centraal                                       |

Station Moerdijk lag aan het einde van de initiële spoorlijn vlak bij het dorp Moerdijk. Met de opening van de Moerdijkbrug is dit laatste deel van de lijn inclusief het station komen te vervallen.
De stations Rotterdam Delftsche Poort en Breda AR waren al eerder aan andere spoorlijnen geopend.

## Groteoeververbindingen
De spoorlijn kruist een aantal grote waterwegen. Hieronder een overzicht (cursief: voormalig):

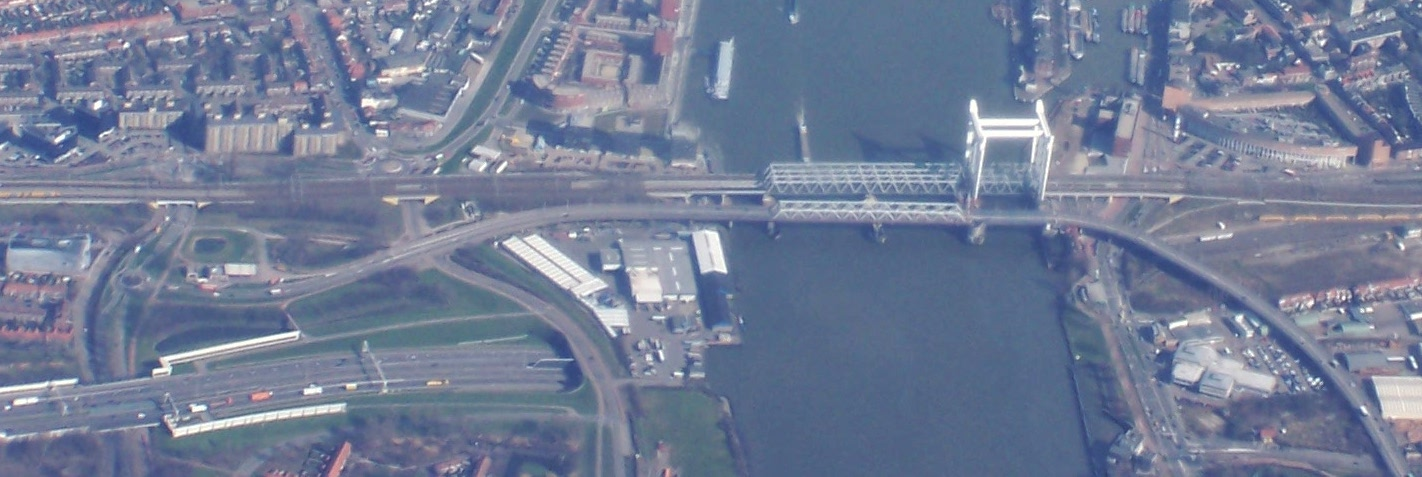
De stadsbrug en de spoorbrug over de Oude Maas

| Naam                            | Overspant/gaat onder             | Geopend                                               | Type verbinding         |
| ------------------------------- | -------------------------------- | ----------------------------------------------------- | ----------------------- |
| Moerdijkspoorbrug               | Hollandsch Diep                  | 1872, huidige brug in 1955                            | vakwerkbrug             |
| Spoorbrug Dordrecht             | Oude Maas                        | 1872, huidige brug in 1994                            | vakwerkbrug met hefbrug |
| Koningshavenbrug (De Hef)       | Koningshaven                     | 1878, huidige brug in 1927, buiten gebruik sinds 1993 | vakwerkbrug met hefbrug |
| Willemsspoorbrug                | Nieuwe Maas                      | 1878, gesloopt in 1994                                | vakwerkbrug             |
| Binnenrotteviaduct (Luchtspoor) | Binnenstad Rotterdam             | 1877, gesloopt in 1994                                | viaduct                 |
| Willemsspoortunnel              | o.a. Koningshaven en Nieuwe Maas | 1993, 2e deel in 1996                                 | tunnel                  |

## Dienstregeling
| Serie         | Treinsoort                                       | Route | Bijzonderheden |
| ------------- | ------------------------------------------------ | --- | --- |
| 1100          | Intercity (NS)                                   | Den Haag Centraal – Den Haag HS – Delft – Rotterdam Centraal – Breda – Tilburg – Eindhoven Centraal | Via HSL. Stopt niet in Schiedam Centrum en Rotterdam Blaak. |
| 1800          | Intercity direct (NS)                            | Breda – Rotterdam Centraal – Schiphol Airport – Amsterdam Zuid – Duivendrecht – Hilversum – Amersfoort Centraal – Amersfoort Schothorst | Via HSL. Rijdt na circa 20:00, op zaterdagochtend tot 9:00 en op zondagochtend tot 9:30 niet tussen Breda en Rotterdam Centraal.                                                                                       |
| 2200          | Intercity (NS)                                   | Amsterdam Centraal – Amsterdam Sloterdijk – Haarlem – Leiden Centraal – Den Haag HS – Delft – Schiedam Centrum – Rotterdam Centraal – Dordrecht – Roosendaal – Vlissingen | Rijdt op weekdagen overdag 1x/uur en vormt een halfuurdienst met series 2300 (tussen Amsterdam Centraal en Roosendaal) en 6500 (tussen Roosendaal en Vlissingen). 's Avonds en in het weekend rijdt deze serie 2x/uur. |
| 2300          | Intercity (NS)                                   | Amsterdam Centraal – Amsterdam Sloterdijk – Haarlem – Leiden Centraal – Den Haag HS – Delft – Schiedam Centrum – Rotterdam Centraal – Dordrecht – Roosendaal – Vlissingen | Rijdt alleen op weekdagen overdag en rijdt 1x/uur. Vormt tussen Amsterdam Centraal en Roosendaal een halfuursdienst met serie 2200. 's Avonds en in het weekend rijdt serie 2200 2x/uur.                               |
| 3500          | Intercity (NS)                                   | Dordrecht – Rotterdam Centraal – Schiedam Centrum – Delft – Den Haag HS – Leiden Centraal – Schiphol Airport – Amsterdam Zuid – Utrecht Centraal – 's-Hertogenbosch – Eindhoven Centraal – Helmond – Venlo | Rijdt na circa 22:30, op zaterdagochtend tot circa 9:00 en op zondagochtend tot circa 10:00 niet tussen Dordrecht en Utrecht Centraal v.v.                                                                             |
| 5000          | Sprinter (NS)                                    | Den Haag Centraal – Den Haag HS – Delft – Schiedam Centrum – Rotterdam Centraal – Rotterdam Blaak – Rotterdam Lombardijen – Dordrecht | Rijdt niet na 20:00 uur en in het weekend. |
| 5100          | Sprinter (NS)                                    | Den Haag Centraal – Den Haag HS – Delft – Schiedam Centrum – Rotterdam Centraal – Rotterdam Blaak – Rotterdam Lombardijen – Dordrecht | |
| 5200          | Sprinter (NS)                                    | Den Haag Centraal – Den Haag HS – Delft – Schiedam Centrum – Rotterdam Centraal – Rotterdam Blaak – Rotterdam Lombardijen – Dordrecht | Rijdt enkel van maandag tot en met donderdag tot circa 19:00 uur. |
| 5900          | Sprinter (NS)                                    | Dordrecht – Roosendaal | Rijdt na 20:00 uur en in het weekend 1x/uur. |
| 6600          | Sprinter (NS)                                    | Dordrecht – Breda – Tilburg – 's-Hertogenbosch – Nijmegen – Arnhem Centraal | Rijdt alleen doordeweeks tot 19:00 uur tussen Nijmegen en Arnhem Centraal v.v. |
| Eurostar 9100 | Eurostar (Eurostar)                              | Amsterdam Centraal – Rotterdam Centraal – Brussel-Zuid – Lille-Europe – London St Pancras International | |
| 9200 IC 35    | EuroCity, Beneluxtrein (NMBS)                    | Rotterdam Centraal – Breda – Noorderkempen – Antwerpen-Centraal – Mechelen – Brussels Airport-Zaventem – Brussel-Noord – Brussel-Centraal – Brussel-Zuid | Via HSL Schiphol - Antwerpen. |
| Eurostar 9300 | Eurostar (Eurostar)                              | Amsterdam Centraal – Schiphol Airport – Rotterdam Centraal – Antwerpen-Centraal – Brussel-Zuid – Paris-Nord | Via HSL. Diverse ritten alleen tussen Amsterdam en Brussel. |
| 9500          | Eurocity Direct, Beneluxtrein (NS International) | Lelystad Centrum – Almere Buiten – Almere Centrum – Amsterdam Zuid – Schiphol Airport – Rotterdam Centraal – Antwerpen-Centraal – Brussel-Zuid | Via HSL. Tussen Schiphol en Rotterdam is bij een reis binnen Nederland een toeslag verschuldigd. Rijdt na 20:00 uur, zaterdagochtend vroeg en op zondag enkel tussen Amsterdam Zuid en Brussel-Zuid v.v.               |
| Eurostar 9900 | Eurostar (Eurostar)                              | Amsterdam Centraal – Schiphol Airport – Rotterdam Centraal – Antwerpen-Centraal – Brussel-Zuid – [ Aéroport Charles-de-Gaulle 2 TGV – Marne-la-Vallée - Chessy ] / [ Chambéry-Challes-les-Eaux – Albertville – Moûtiers - Salins - Brides-les-Bains – Aime-La Plagne – Landry – Bourg-Saint-Maurice ] / [ Valence-Rhône-Alpes-Sud TGV – Avignon TGV – Aix-en-Provence TGV – Marseille Saint-Charles ] | Via HSL. Marne-la-Vallée - Chessy 2 keer per dag. Bourg-Saint-Maurice 1 keer per week in de winter. Marseille Saint-Charles 1 keer per week in de zomer.                                                               |

Waarbij de series 1100, 1800, 9200 en 9500 alleen op het stuk Rotterdam - Barendrecht en Breda Aansluiting - Station Breda van Staatslijn I gebruikmaken.
De Eurostar rijdt alleen op het stuk Rotterdam - Barendrecht over Staatslijn I, net zoals de eerder genoemde treinen stoppen deze treinen nergens onderweg op Staatslijn I.